# Bajt Lahm Tahtani
Bajt Lahm Tahtani (arab. بيت لحم تحتاني) – wieś w Syrii, w muhafazie Aleppo, w dystrykcie Ajn al-Arab. W 2004 roku liczyła 250 mieszkańców.